# Godačica
Godačica (Servisch cyrillisch Годачица) is een plaats in de Servische gemeente Kraljevo. De plaats telt 1066 inwoners (2002).